# Czernietowo (przystanek kolejowy)
Czernietowo (ros. Чернетово) – przystanek kolejowy w miejscowości Sielco, w obwodzie briańskim, w Rosji. Położony jest na linii Briańsk – Smoleńsk.